# انگور شاهانی
انگور شاهانی یا انگور شانی (به انگلیسی: Regent) یک نوع انگور دورگه با پوست تیره است که برای تهیه شراب استفاده می‌شود. این گیاه هم گونه‌های اروپایی (Vitis vinifera) و هم گونه‌های انگور آمریکایی را در شجره خود دارد و مقاومت گسترده‌ای در برابر مهم‌ترین بیماری‌های قارچی که انگور را تحت تأثیر قرار می‌دهند، مانند سفیدک کرکی دارد.